# エドゥアール・モリナロ
エドゥアール・モリナロ (Édouard Molinaro, 1928年5月13日 - 2013年12月7日) はフランス・ボルドー出身の映画監督。

## 人物
『Mr.レディMr.マダム』といったコメディ映画で知られている。近年はテレビ制作に携わっている。1996年にはそれまでの功績が認められ、ルネ・クレール賞を受賞した。
2013年12月7日、呼吸器不全のためパリ市内の病院で死去。85歳没。

## 主な作品
- 絶体絶命 Le Dos au mur (1958)
- 殺られる Des femmes disparaissent (1959)
- 彼奴を殺せ Un témoin dans la ville (1959)
- ひと夏の情事 Une fille pour l'été (1960)
- 新7つの大罪 Les Sept péchés capitaux (1962)
- すてきなおバカさん Une ravissante idiote (1964)
- プレステージ L' Homme pressé (1977)
- Mr.レディMr.マダム La Cage aux folles (1978)
- Mr.レディMr.マダム2 La Cage aux folles II (1980)
- クリスティ・マクニコルの白いロマンス Just the Way You Are (1984)
- 優しく愛して L'Amour en douce (1985)
- エレベーターを降りて左 À gauche en sortant de l'ascenseur (1988)
- ボーマルシェ/フィガロの誕生 Beaumarchais, l'insolent (1996)